# بيت المليكي (ذي السفال)

تعديل مصدري - تعديل

بيت المليكي محلة تابعة لقرية المشرعة، التابعة لعزلة وادي ضباء بمديرية ذي السفال إحدى مديريات محافظة إب في الجمهورية اليمنية، بلغ تعداد سكانها 214 حسب تعداد اليمن لعام 2004.